# Велике Вербче
Вели́ке Вербче — село в Україні, у Сарненській міській громаді Сарненського району Рівненської області. Населення становить 2709 осіб.

## Географія
Селом протікає річка Мельниця.

## Символіка

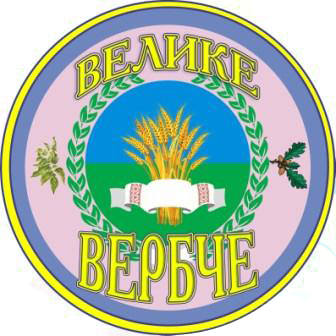
Старий варіант герба

### Герб
У щиті, перетятому лазуровим та зеленим, поверх всього золотий сніп, перев'язаний срібним полотном із червоним геометричним орнаментом і закручений вінком із золотих пагонів верби.

### Прапор
Прямокутне полотнище із співвідношенням сторін 2:3 складається з двох рівновеликих горизонтальних смуг блакитного та жовтого кольорів. Від древкових кутів відходить червоний трикутник, що тягнеться до центру полотнища, на якому вінок із золотих пагонів верби.

## Історія
У 1906 році село Степанської волості Рівненського повіту Волинської губернії. Відстань від повітового міста 80 верст, від волості 8. Дворів 82, мешканців 776.
Відповідно до Розпорядження Кабінету Міністрів України від 12 червня 2020 року № 722-р «Про визначення адміністративних центрів та затвердження територій територіальних громад Рівненської області» увійшло до складу Сарненської міської громади.

## Освіта
Великовербченський ліцей. У ліцеї навчаються 497 дітей, викладають 19 педагогів із вищою категорією, 14 — зі званням старшого вчителя, 8 — з І, 10 — з ІІ категоріями та 20 спеціалістів.

## Населення
Згідно з переписом УРСР 1989 року чисельність наявного населення села становила 2435 осіб, з яких 1192 чоловіки та 1243 жінки.
За переписом населення України 2001 року в селі мешкало 2667 осіб.

### Мова
Розподіл населення за рідною мовою за даними перепису 2001 року:
| Мова       | Відсоток |
| ---------- | -------- |
| українська | 99,63 %  |
| російська  | 0,33 %   |
| білоруська | 0,04 %   |

## Символіка

### Герб
Герб с. В.Вербче за своєю формою круглий. Блакитний і зелений — головні кольори герба — складають його основне поле круглої форми. Кольори розміщені горизонтально, займаючи ½ площини основного герба кожен. Блакитний колір — символ мирного неба і річки Мельниці, на берегах якої розкинулось наше село. Зелений колір — символ життя та рідних поліських лісів. Символ достатку, багатства полів та угідь, єдності громадян села та їх трудової звитяга у гербі є золотавий пшеничний сніп розташований посередині основного поля. Перевесло снопа — білий вишиваний рушник, який є уособленням чистоти, миру та бережливого ставлення до історії і традиції свого народу.
Від напів розгорнутого берестяного сувою символу древності роду Великовербченського, з зазначеним на ньому роком (1577) Заснування села, по обидві сторони посередині, розляглися молоді пологи Верби як уособлення вічно молодого життя, як головний символ села. Дві вербові гілки охоплюють поле герба по колу, сходячись у верхній частині.
Назва села виконана декоративним шрифтом, червоного кольору, який уособлює любов до життя та силу духу, розташована по колу: зверху слово Велике, знизу — Вербне. Зліва між словами назви — супліддя ліщини як символ самодостатності, справа –супліддя дуба як символ мудрості та сили.
Герб облямований блакитною окрайкою, яка завершує головну ідею герба: «Ми діти Землі!»

### Прапор
Прапор с. В.Вербче являє собою полотнище прямокутної форми у співвідношенні 2/3 довжини до ширини. За основу взято Державний прапор України на полотнище якого зі сторони древка вміщено трикутне поле зеленого кольору основного кольору села із зображенням головного символу села вербових пагонів світло-зеленого кольору, які розташовані колом.